# Square des Francine
L'abreuvoir Louis XIV est un ancien abreuvoir à chevaux, devenu square des Francine, au bout de l'avenue de Sceaux à Versailles, en France.
Il a été transformé en 2016 en labyrinthe végétal, une fontaine sèche et une aire de jeux pour les enfants.
Les Francine sont d'une ancienne famille française qui est l'auteur du système hydraulique au jardin du château de Versailles.  Le projet de l'installation d'une fontaine est ainsi un hommage indirect aux Francine.

## Localisation
Le square se situe à l'extrémité sud de l'avenue de Sceaux, à Versailles.
Il se situe à côté de l'entrée principale du jardin des étangs Gobert.

## Histoire
À l’origine, le square des Francine était un terrain vague du domaine royal et dominé par les réservoirs Gobert, transformés en un espace vert dénommé jardin des Étangs Gobert en 2014. 
En 1808, un projet d’aménagement, confié à l’architecte Jean-Prosper Mariaval (1740-1821), a été lancé pour :
- un abreuvoir-pédiluve de 32 mètres de diamètre délimité par une margelle en pierre et un sol en pavés, pouvant ainsi accueillir les chevaux ;
- un mur maçonné afin de masquer des étendoirs de la vue du château[2].

En 1934, les terrains en bordure de l'abreuvoir sont inscrits au titre des  Monuments historiques. 
Lors de la Seconde Guerre mondiale, le lieu est détruit, sauf le mur d'enceinte.
Entre 1955 et 1957, la ville aménage un jardin public clôturé comportant au centre un bassin de 80 m², entouré de 4 aires de jeux avec en périphérie des espaces de circulation.
Entre 2012 et 2014, dans le cadre de la restructuration du quartier de Versailles Chantiers, le mur en hémicycle est réhabilité.  Le reste a été renouvelé et l'ensemble rouvre au public en 2016.

## Structure du square des Francine en 2016
Un mur en meulière devant lequel est planté :
- au pied du mur, le labyrinthe végétal,
- le bassin a été remplacé par une fontaine sèche,
- la moitié nord-ouest est aménagée en aire de jeux pour enfants,
- un blason de la ville de Versailles est fixé au centre du mur,
- une plaque dédiée au maire Thomas-Guillaume Pétigny de la période du projet 1808, accrochée au-dessous du blason.

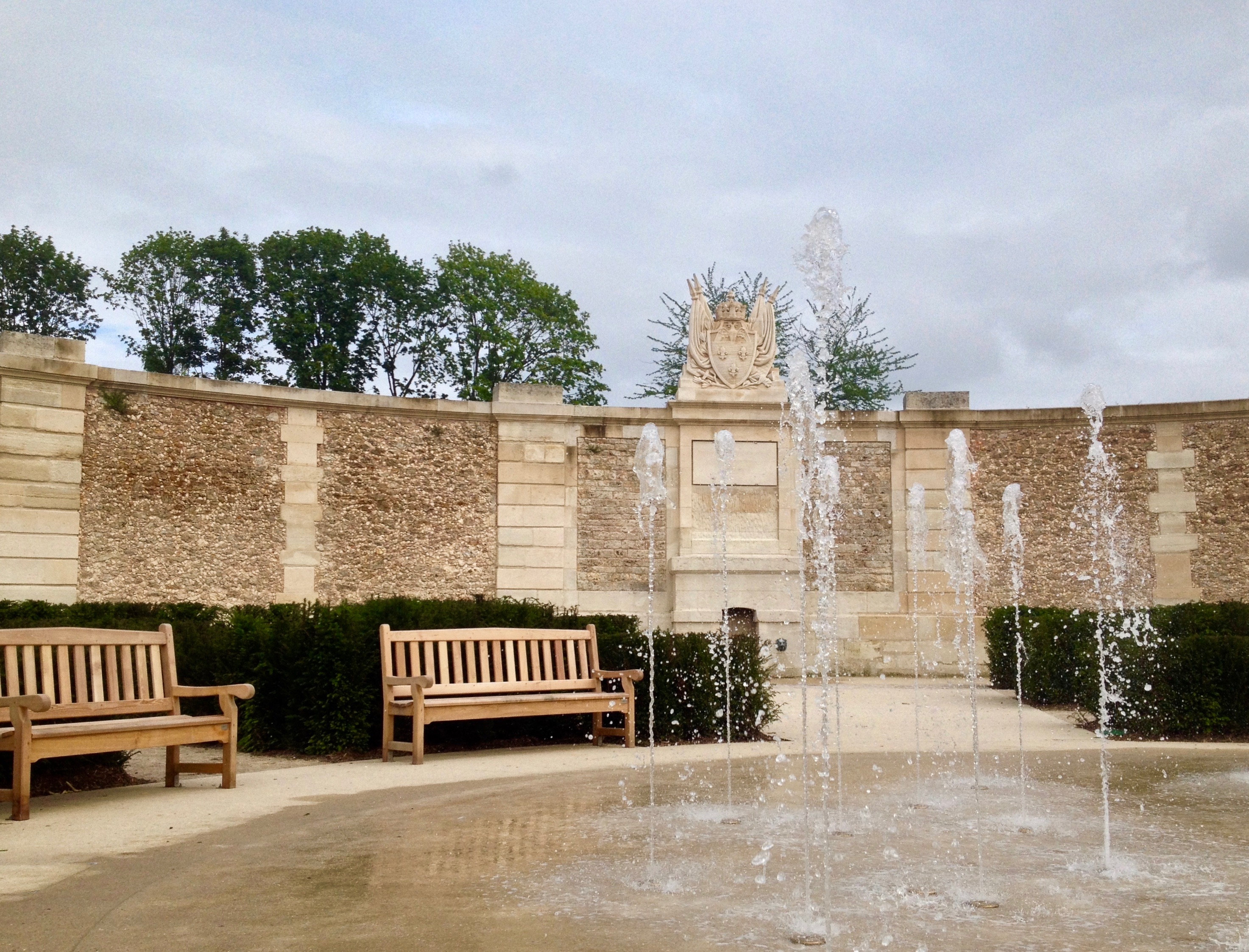
Fontaine sèche au square des Francine.
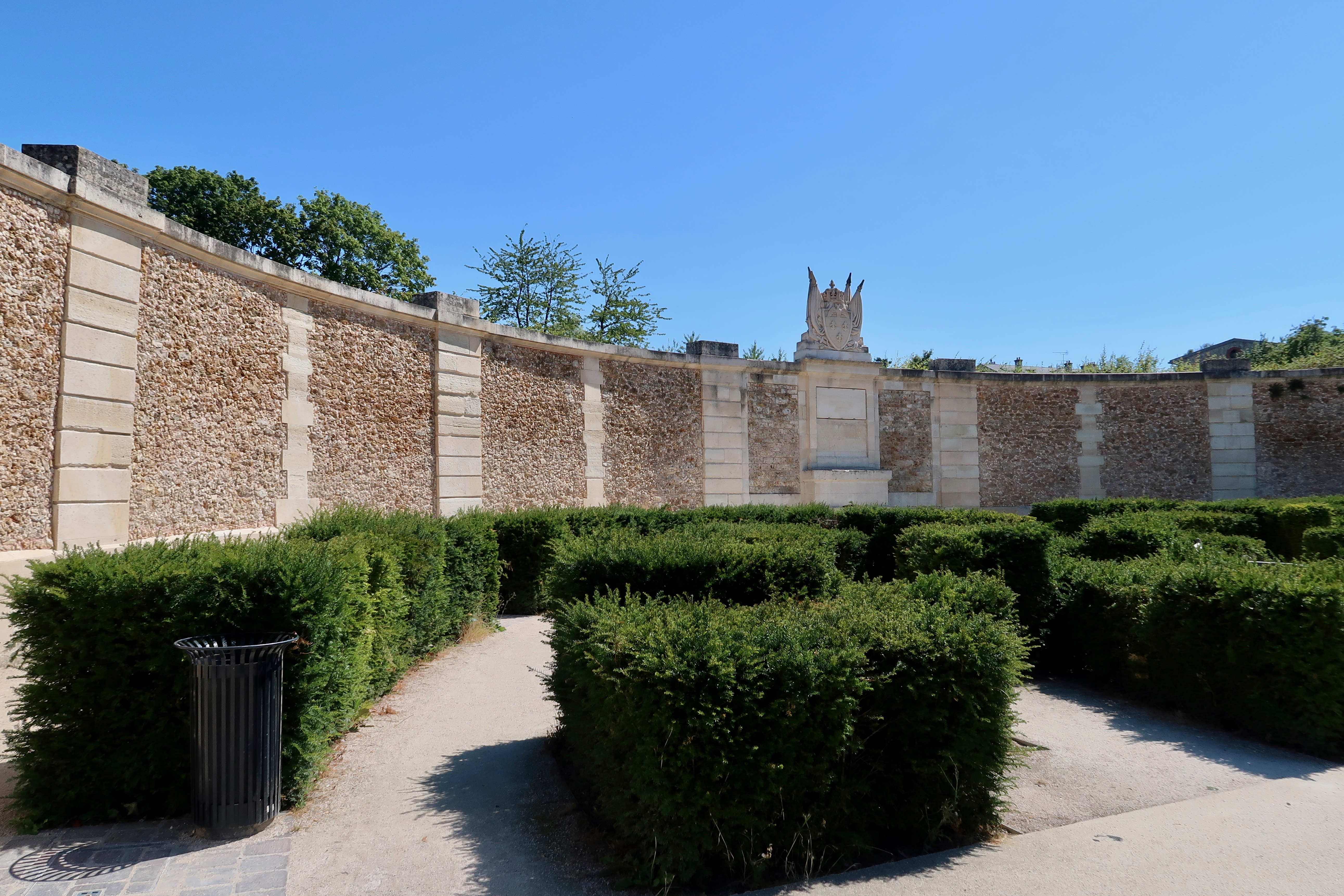
Labyrinthe végétal.
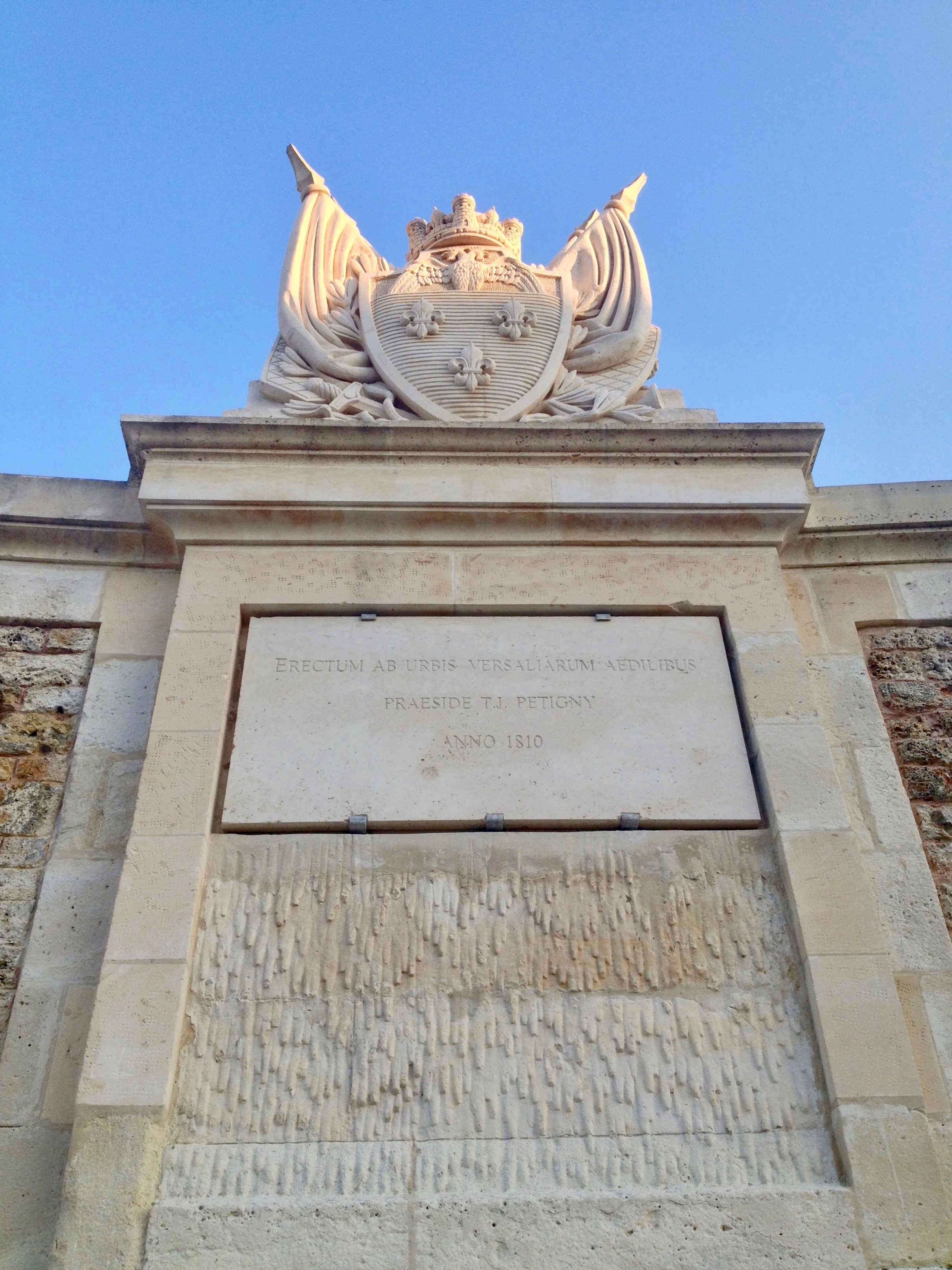
Blason de la ville de Versailles et plaque en hommage au maire T.-G. Pétigny.
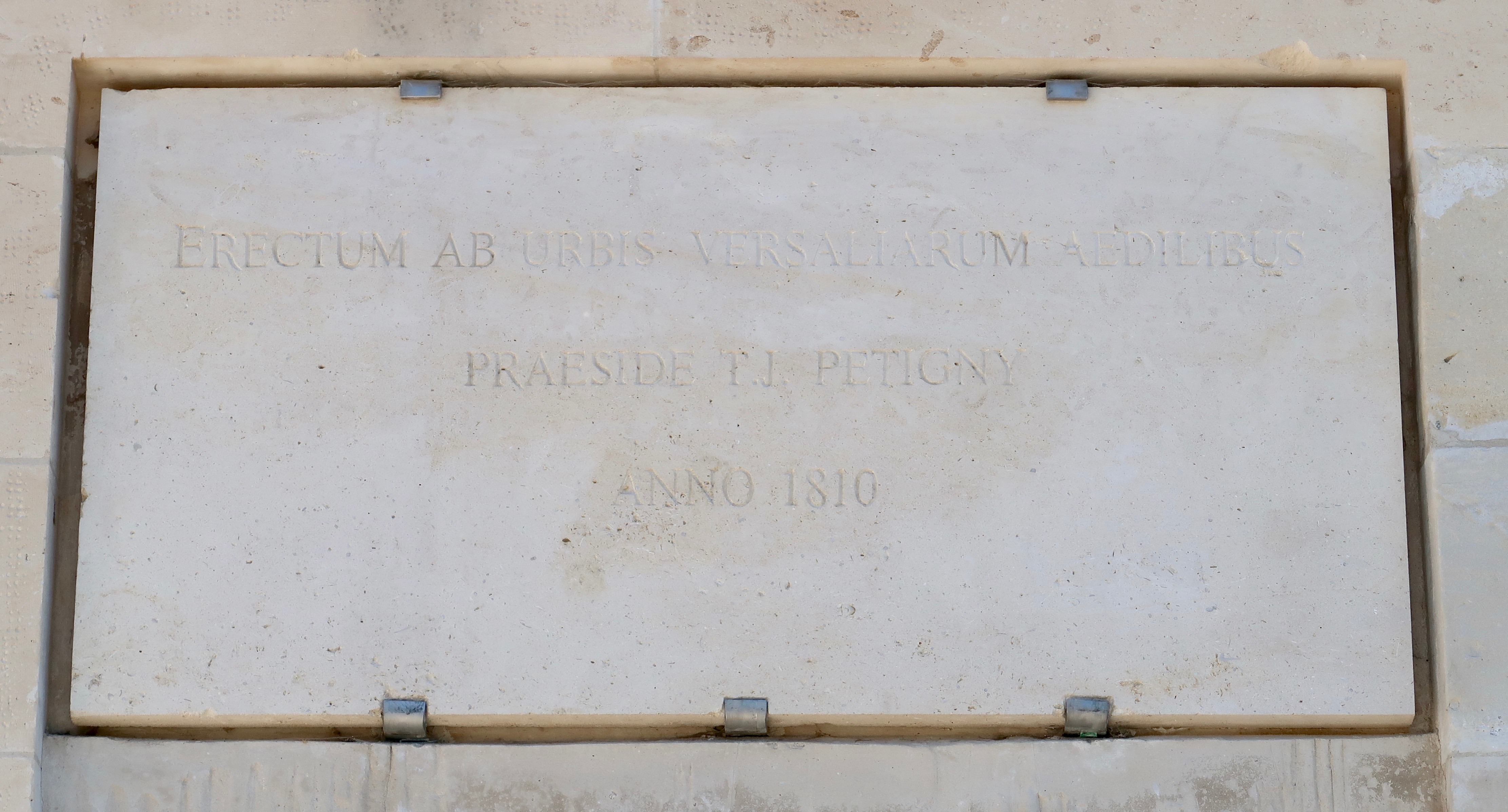
Détail de la plaque.

## Film tourné au square des Francine
- Bancs publics (Versailles Rive-Droite) (France, 2009)

## Restructuration de Versailles Chantiers (2012-2019)
La ville de Versailles réaménage la gare SNCF Versailles Chantiers et son quartier pour :
- le jardin des Étangs Gobert (2014)
- le square des Francine (2016)
- l'extension ouest de la gare SNCF (2016)
- deux ensembles immeubles de bureaux, logements, commerces et services (2019)[5]
- une gare routière et un parking (2019)
- un nouveau siège de Nature et Découverte (2019)